# Dimeria ornithopoda
Dimeria ornithopoda är en gräsart som beskrevs av Carl Bernhard von Trinius. Dimeria ornithopoda ingår i släktet Dimeria och familjen gräs. IUCN kategoriserar arten globalt som livskraftig. Inga underarter finns listade i Catalogue of Life.